# Ten (album de Pearl Jam)
Pour les articles homonymes, voir Ten.
Albums de Pearl Jam
Vs.
(1993)
Singles
1. Alive
Sortie : 7 juillet 1991
2. Even Flow
Sortie : 6 avril 1992
3. Jeremy
Sortie : 27 septembre 1992
4. Oceans
Sortie : 7 décembre 1992

Ten est le premier album de Pearl Jam. Il est paru le 27 août 1991 sur le label Epic et a été produit par Rick Parashar et le groupe. Il est classé 207e par le magazine Rolling Stone sur la liste des 500 plus grands albums de tous les temps.

## Historique
Ten est intitulé ainsi à cause du numéro du maillot du joueur de basket américain Mookie Blaylock.
Spin décrit une de leurs performances comme étant « une expérience tellement intense que même les sceptiques ressortent de là avec une nouvelle énergie émotionnelle que le groupe leur communique ».
En 1992, Pearl Jam entame une tournée de dix-huit mois pour promouvoir l’album. Le film Singles de Cameron Crowe, tourné peu avant la sortie de l'album, et dans lequel les membres de Pearl Jam apparaissent rapidement, contribue encore à diffuser leur image. Ils enregistrent de plus un MTV Unplugged. C’est à ce moment que Kurt Cobain propose une trêve entre lui et Vedder en expliquant simplement : « Je ne le referai plus. Cela fait du mal à Eddie et c’est quelqu’un de bien. »

## Réception
Ten commence une lente montée dans les charts. Une fois le top 10 atteint, l’album va y rester quelques mois. Ce succès l'amena à la fin de 1992 à atteindre la seconde place au Billboard 200. L'album produisit trois singles et tubes : Alive, Even Flow, et Jeremy. Tandis que Pearl Jam fut accusé de surfer sur la vague grunge à cette période, Ten fut un instrument de la popularisation du rock alternatif dans les médias. L'album est certifié dix fois disque de platine par le RIAA aux États-Unis et reste encore l'album le plus vendu de Pearl Jam (9 800 000 exemplaires aux États-Unis à ce jour).
Le clip de la chanson Jeremy fut nommé cinq fois au MTV Music Awards de 1993. Il en obtint quatre dont « Video de l'année », « Meilleure video catégorie groupe », « Meilleure video Metal/hard rock » et « Meilleure réalisation ». 
Elle été incluse dans la sélection des « 500 chansons qui ont façonné le rock 'n' roll  » (500 Songs that Shaped Rock and Roll) du Rock and Roll Hall of Fame.
On peut retrouver leur chanson Even Flow dans le jeu vidéo Guitar Hero III. Le morceau Alive est disponible dans le jeu vidéo Rock Band 2, ainsi que l'album Ten sous forme de contenu téléchargeable pour ce même jeu.

## Liste des titres

### Version originale
| No  | Titre     | Auteur                                             | Durée |
| --- | --------- | -------------------------------------------------- | ----- |
| 1.  | Once      | Eddie Vedder, Stone Gossard                        | 3:51  |
| 2.  | Even Flow | Vedder, Gossard                                    | 4:53  |
| 3.  | Alive     | Vedder, Gossard                                    | 5:40  |
| 4.  | Why Go    | Vedder, Jeff Ament                                 | 3:19  |
| 5.  | Black     | Vedder, Gossard                                    | 5:43  |
| 6.  | Jeremy    | Vedder, Ament                                      | 5:18  |
| 7.  | Oceans    | Vedder, Gossard, Ament                             | 2:41  |
| 8.  | Porch     | Vedder                                             | 3:30  |
| 9.  | Garden    | Vedder, Gossard, Ament                             | 4:58  |
| 10. | Deep      | Vedder, Gossard, Ament                             |       |
| 11. | Release   | Vedder, Gossard, Ament, Mike McCready, Dave Krusen | 9:04  |

### Titres bonus sur les versions européennes
| No  | Titre        | Auteur                                            | Durée |
| --- | ------------ | ------------------------------------------------- | ----- |
| 12. | Alive (Live) | Vedder, Gossard                                   | 4:54  |
| 13. | Wash         | Gossard, Ament, McCready, Krusen, Vedder          | 3:33  |
| 14. | Dirty Frank  | Vedder, Gossard, Ament, McCready, Dave Abbruzzese | 5:38  |

### Titres bonus sur la version japonaise
| No  | Titre              | Auteur                      | Durée |
| --- | ------------------ | --------------------------- | ----- |
| 12. | I've Got a Feeling | John Lennon, Paul McCartney | 3:42  |
| 13. | Master / Slave     | Vedder, Ament               | 3:50  |

### Titres bonus version remastérisée 2009
| No  | Titre                                           | Auteur                                   | Durée |
| --- | ----------------------------------------------- | ---------------------------------------- | ----- |
| 12. | Brother                                         | Vedder, Gossard                          | 3:59  |
| 13. | Just a Girl (Mookie Blaylock démo 1990)         | Vedder, Gossard                          | 5:01  |
| 14. | Breath and a Scream (Mookie Blaylock démo 1990) | Vedder, Gossard                          | 5:58  |
| 15. | State of Love and Trust (démo 1991)             | Vedder, Gossard, McCready                | 4:47  |
| 16. | 2.000 Mile Blues                                | Vedder, Ament, McCready, Krusen          | 3:57  |
| 17. | Evil Little Goat                                | Vedder, Goosard, Ament, McCready, Krusen | 1:27  |

## Musiciens
Pearl Jam
- Dave Krusen – batterie, percussions
- Jeff Ament – basse
- Eddie Vedder – chant
- Mike McCready – guitare
- Stone Gossard – guitare

Musiciens additionnels
- Rick Parashar – piano, orgue, percussion, production
- Walter Gray – violoncelle
- Tim Palmer – extincteur et moulin à poivre sur "Oceans", mixage

## Production
- Produit par Pearl Jam et Rick Parashar
- Mixé by Tim Palmer
- Assistants : Dave Hillis, Don Gilmore, Adrian Moore
- Masterisé par Bob Ludwig

## Charts

### Album
| Pays                         | Durée du classement | Meilleure position | Date              |
| ---------------------------- | ------------------- | ------------------ | ----------------- |
| Allemagne (Media Control AG) | 46 semaines         | 3e                 | 23 mars 1992      |
| Australie (ARIA Charts)      | 77 semaines         | 11e                | 12 avril 2009     |
| Autriche (Ö3 Austria Top 40) | 3 semaines          | 31e                | 26 avril 1992     |
| Canada (RPM Top albums)      | 93 semaines         | 1er                | 26 septembre 1992 |
| États-Unis (Billboard 200)   | 264 semaines        | 2e                 | 22 août 1992      |
| Norvège (VG-lista)           | 10 semaines         | 8e                 | 24 février 1992   |
| RMNZ albums Top40            | 133 semaines        | 3e                 | 12 juillet 1992   |
| Mega Album Top 100           | 147 semaines        | 14e                | 25 juillet 1992   |
| Suède (Sverigetopplistan)    | 36 semaines         | 9e                 | 12 août 1994      |

| Pays                    | Durée du classement | Meilleure position | Date |
| ----------------------- | ------------------- | ------------------ | ---- |
| (FIMI Hitparade Italia) | 45 semaines         | 20e                | ?    |

| Pays                  | Durée du classement | Meilleure position | Date         |
| --------------------- | ------------------- | ------------------ | ------------ |
| (Schweizer Hitparade) | 1 semaine           | 67e                | 5 avril 2009 |

| Pays                         | Durée du classement | Meilleure position | Date            |
| ---------------------------- | ------------------- | ------------------ | --------------- |
| (AFP)                        | 93 semaines         | 6e                 | 7 mars 2022     |
| Belgique (Flandres Ultratop) | 169 semaines        | 34e                | 25 juillet 2020 |
| Belgique (Wallonie Ultratop) | 13 semaines         | 101e               | 23 mai 2020     |

### Charts singles
Alive
| Chart                  | Durée du classement | Position | Date            |
| ---------------------- | ------------------- | -------- | --------------- |
| Bubbling Under Hot 100 | 61 semaines         | 7e       | 17 octobre 1998 |
| Mainstream Rock Tracks | 25 semaines         | 16e      | 22 février 1992 |
| Alternative Songs      | 8 semaines          | 18e      | 15 février 1992 |
| Single Top 100         | 5 semaines          | 44e      | 13 avril 1992   |
| ARIA Charts            | 18 semaines         | 9e       | 3 mai 1992      |
| (V) Ultratop           | 8 semaines          | 16e      | 11 avril 1992   |
| RMNZ Singles Top40     | 8 semaines          | 20e      | 22 mars 1992    |
| Mega Top 50            | 11 semaines         | 19e      | 14 mars 1992    |
| UK Singles Chart       | 6 semaines          | 16e      | 29 février 1992 |

Even Flow
| Chart                  | Durée du classement | Position | Date            |
| ---------------------- | ------------------- | -------- | --------------- |
| Bubbling Under Hot 100 | 52 semaines         | 8e       | 8 février 1997  |
| Mainstream Rock Tracks | 24 semaines         | 3e       | 18 juillet 1992 |
| Alternative Songs      | 6 semaines          | 21e      | 6 juin 1992     |
| ARIA Charts            | 9 semaines          | 22e      | 5 juillet 1992  |
| RPM Top Singles        | 7 semaines          | 73e      | 11 juillet 1992 |
| RMNZ Singles Top40     | 7 semaines          | 20e      | 28 juin 1992    |
| UK Singles Chart       | 3 semaines          | 27e      | 18 avril 1992   |

Jeremy
| Chart                  | Durée du classement | Position | Date              |
| ---------------------- | ------------------- | -------- | ----------------- |
| Hot 100                | 9 semaines          | 79e      | 19 août 1995      |
| Bubbling Under Hot 100 | 4 semaines          | 4e       | 5 août 1995       |
| Mainstream Rock Tracks | 20 semaines         | 5e       | 17 octobre 1992   |
| Alternative Songs      | 11 semaines         | 5e       | 5 septembre 1992  |
| Single Top 100         | 1 semaine           | 93e      | 7 septembre 1992  |
| RPM Top Singles        | 13 semaines         | 32e      | 10 octobre 1992   |
| RMNZ Singles Top40     | 5 semaines          | 34e      | 18 octobre 1992   |
| Mega Top 50            | 5 semaines          | 59e      | 31 octobre 1992   |
| UK Singles Chart       | 4 semaines          | 15e      | 26 septembre 1992 |

Black (promo US)
| Chart                  | Durée du classement | Position | Date            |
| ---------------------- | ------------------- | -------- | --------------- |
| Mainstream Rock Tracks | 25 semaines         | 3e       | 20 mars 1993    |
| Alternative Songs      | 9 semaines          | 20e      | 13 février 1993 |

## Certifications

### Album
| Pays             | Ventes       | Certification | Date             |
| ---------------- | ------------ | ------------- | ---------------- |
| États-Unis       | 13 × Platine | 13 000 000 +  | 31 mars 2009     |
| Allemagne        | Or           | 250 000 +     | 1994             |
| Australie        | 8 × Platine  | 560 000 +     | 6 septembre 2021 |
| Belgique         | Platine      | 50 000 +      | 15 mars 2000     |
| Canada           | 7 × Platine  | 700 000 +     | 7 mars 2006      |
| Danemark         | 3 × Platine  | 60 000 +      | 8 janvier 2019   |
| Italie           | Platine      | 60 000 +      | 2015             |
| Nouvelle-Zélande | 6 × Platine  | 90 000 +      | 20 avril 2009    |
| Pays-Bas         | Platine      | 80 000 +      | 1993             |
| Royaume-Uni      | 2 × Platine  | 600 000 +     | 8 juin 2018      |
| Suisse           | Or           | 25 000 +      | 2000             |

### Singles
Alive
| Pays        | Certification | Ventes    | Date         |
| ----------- | ------------- | --------- | ------------ |
| Royaume-Uni | Argent        | 200 000 + | 10 août 2018 |

Even Flow
| Pays        | Certification | Ventes    | Date          |
| ----------- | ------------- | --------- | ------------- |
| Royaume-Uni | Argent        | 200 000 + | 20 avril 2020 |

Jeremy
| Pays       | Certification | Ventes    | Date              |
| ---------- | ------------- | --------- | ----------------- |
| États-Unis | Or            | 500 000 + | 1er novembre 1999 |